# Censo ecuatoriano de 2010

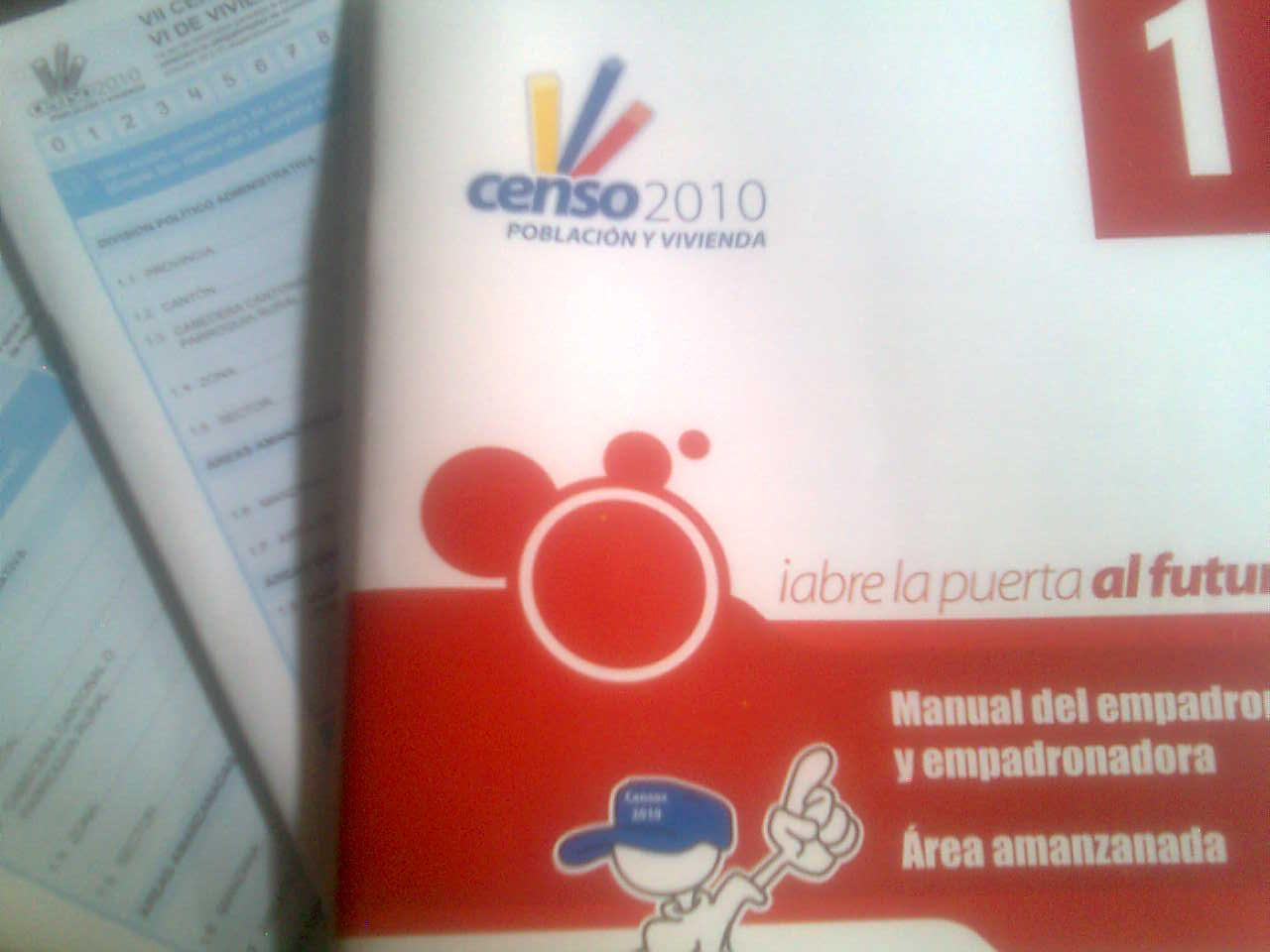
Manual instructivo dado a los empadronadores.

El VII Censo de Población y VI de Vivienda, o simplemente Censo 2010 fue un censo programado a realizarse en Ecuador. El censo poblacional se desarrolló el 28 de noviembre de 2010. Fue realizado por el Instituto Nacional de Estadística y Censos (Ecuador).